# Teorema do ideal primo booliano
Em matemática, um teorema do ideal primo garante a existência de certos tipos de subconjuntos numa álgebra dada. Um exemplo comum é o teorema do ideal primo booleano, o qual afirma que ideais em uma álgebra booleana podem ser estendidos para ideais primos. Uma variação dessa afirmação para filtros em conjuntos é conhecida como o  Teorema do Ultrafiltro.  Outros teoremas são obtidos considerando diferentes estruturas matemáticas com noções apropriadas de ideais, por exemplo, anéis e ideais primos (da teoria dos anéis), ou reticulado distributivo e ideais maximais  (de Teoria da Ordem). Esse artigo foca nos teoremas do ideal primo da teoria da ordem.
Embora os vários teoremas do ideal primo possam parecer simples e intuitivos, eles geralmente não podem ser derivados dos axiomas da teoria dos conjuntos de Zermelo-Fraenkel sem o axioma da escolha (abreviado ZF). Em vez disso, algumas das afirmações acabam sendo equivalentes ao axioma da escolha (AC = Axiom of choice), enquanto outros – o teorema do ideal primo booleano, por exemplo - representam uma propriedade que é estritamente mais fraca que AC. Devido a este estado intermediário entre ZF e ZF + AC (ZFC) que o teorema do ideal primo booleano é frequentemente considerado um axioma da teoria dos conjuntos. As abreviações BPI (Boolean Prime Ideal, em português ideal primo booleano, IPB) ou PIT (Prime Ideal Teorem, teorema do ideal primo em português, TIP) (para álgebras booleanas) são por vezes usadas para se referir a esse axioma adicional.

## Teoremas do ideal primo
Lembre-se de que um ideal ordenado é um conjunto direcionado minorante/cota inferior(não-vazio). Se o conjunto parcialmente ordenado (em inglês, poset) tem supremo/ínfimo binários, como os posets dentro deste artigo, então este é equivalentemente caracterizado como minorante/cota inferior I o qual é fechado por supremo/ínfimo binário (i.e. x, y em I significa x{\displaystyle \vee }y em I)). Um ideal I é primo se, sempre que um ínfimo x{\displaystyle \wedge }y está em I, este também tem x em I ou y em I. Ideais são próprios se eles não são iguais ao poset completo.
Historicamente, a primeira afirmação relacionada aos teoremas do ideal primo estava de fato se referindo aos filtros —subconjuntos que são ideais em relação à ordem dual. O teorema do ultrafiltro afirma que todo filtro em um conjunto está contido em algum filtro maximal (próprio) —um ultrafiltro. Lembre-se de que filtros em conjuntos são filtros próprios da álgebra booleana do seu conjunto de partes (ou conjunto potência). Nesse caso especial, filtros maximais (i.e. filtro que com cada união de subconjuntos X e Y contém também X ou Y) coincidem. A dualidade dessa afirmação consequentemente garante que todo ideal de um conjunto de partes está contido em um ideal primo.
A afirmação acima levou a vários teoremas do ideal primo generalizados, os quais existem numa forma fraca e uma forte. Teoremas do ideal primo fracos afirmam que toda álgebra não-trivial de certa classe tem ao menos um ideal primo. Em contraste, teoremas do ideal primo fortes requerem que todo ideal que seja disjunto de um filtro dado possa ser estendido para um ideal primo o qual ainda está disjunto desse filtro. No caso de álgebras que não são posets (conjuntos parcialmente ordenados), deve-se usar diferentes subestruturas ao invés de filtros. Muitas formas desses teoremas são na verdade conhecidos por serem equivalentes, de forma que a afirmação que PIT (sigla em inglês para “prime ideal teorem”- teorema do ideal primo) detém é normalmente considerada como a prova de que a afirmação correspondente para álgebras booleanas (BPI, sigla em inglês para “Boolean prime ideal”) é válida.
Outra variação de teoremas similares é obtida substituindo-se cada ocorrência de ideal primo por ideal maximal. Apesar de que em álgebras de Boole um ideal é maximal se e somente se ele é primo e que, por dualidade, o PIT é equivalente ao teorema do ultrafiltro, noutras estruturas algébricas o teorema do ideal maximal (MIT, maximal ideal theorem) é frequentemente —não sempre— mais forte que seus equivalentes PIT (teoremas do ideal primo).

## Teorema do Ideal Primo Booleano
O teorema do ideal primo booleano é o teorema ideal primo forte para álgebras booleanas. Assim, a afirmação formal é:
Seja B uma álgebra booleana, seja I um ideal e seja F um filtro de B, de forma que I e F sejam disjuntos. Então I está contido em alguns ideais primos de B que é disjunto de F.
O teorema ideal primo fraco para álgebras booleanas simplesmente diz:
Toda álgebra booleana contém um ideal primo.
Nós citamos essas afirmações como o BPI forte e fraco. Os dois são equivalentes já que o BPI forte claramente implica o BPI fraco, e a implicação reversa pode ser obtida usando o BPI fraco para encontrar os ideais primos no quociente algébrico apropriado.
O BPI pode ser expressado de várias formas. Para esse propósito, lembre do seguinte teorema:
Para qualquer ideal I de uma álgebra booleana B, os seguintes são equivalentes:
- I é um ideal primo.
- I é um ideal maximal próprio, isto é, para qualquer ideal próprio J, se I está contido em J então I = J.
- Para todo elemento a de B, I contém exatamente um de {a, ¬a}.

Este teorema é bem conhecido em álgebra booleana. Seu dual estabelece a equivalência entre filtros primos e ultrafiltros. Note que a última propriedade é de fato self-dual – apenas a suposição prévia que I é um ideal dá a caracterização completa. Todas as outras implicações neste teorema podem ser provadas em ZF.
Então, o seguinte teorema do ideal maximal (forte) para álgebras booleanas é equivalente ao BPI:
Seja B uma álgebra booleana, seja I um ideal e seja F um filtro de B de forma que I e F sejam disjuntos. Então I está contido em alguns ideais maximais de B que é disjunto de F.
Note que se requer uma maximalidade “global”, não apenas maximalidade a respeito de ser disjunto de F. De fato, essa variação produz outra caracterização equivalente de BPI:
Seja B uma álgebra booleana, seja I um ideal e seja F um filtro de B, de forma que I e F sejam disjuntos. Então I está contido em alguns ideais de B que é o maximal entre todos os ideais disjuntos de F.
O fato de que essa declaração é equivalente ao BPI é facilmente estabelecido ao observer o seguinte teorema: Para qualquer reticulado distributivo L, se um ideal I é maximal entre todos os ideais de L que são disjuntos à um dado filtro F, então I é um ideal primo. A prova dessa declaração (a qual pode novamente ser levada na teoria dos conjuntos de Zermelo-Fraenkel) está incluída no artigo sobre ideais. Já que qualquer álgebra booleana é um retículo distributivo, isso mostra a implicação desejada.
Todas as afirmações acima agora são facilmente compreendidas como equivalentes. Indo mais além, podemos explorar o fato de que as ordens duais das álgebras booleanas são exatamente as próprias álgebras booleanas. Portanto, quando usamos os duais equivalentes de todas as afirmações anteriores, acabamos com um número de teoremas que são igualmente aplicados à álgebras booleanas, mas onde toda ocorrência de ideal é substituída por filtro. Não importa que no caso especial onde a álgebra booleana à ser considerada é um conjunto de partes com subconjunto ordenado, o "teorema do filtro maximal" é chamado teorema do ultrafiltro.
Resumindo, para álgebras booleanas, o teorema do ideal maximal fraco e forte, o teorema do ideal primo fraco e forte, e essas afirmações com filtros no lugar de ideais são todas equivalentes. Sabe-se que todas essas afirmações são consequência do axioma da escolha, AE (AC, em inglês), (a prova fácil usa o Lema de Zorn), mas não pode ser provado em ZF (teoria dos conjuntos de Zermelo-Fraenkel sem o axioma da escolha), se ZF é consistente (sem contradições). Ainda assim, o teorema do ideal primo booleano é estritamente mais fraco que o axioma da escolha, embora a prova dessa afirmação, graças à J. D. Halpern e Azriel Levy é um tanto não-trivial.

## Outros Teoremas do Ideal Primo
As propriedades prototípicas que foram discutidas pelas álgebras booleanas na seção acima podem ser facilmente modificadas para incluir reticulados mais gerais, como reticulados distributivos ou álgebra de Heyting. Entretanto, nesses casos, os máximos ideais são diferentes dos ideais primos e a relação entre PITs e MITs não é óbvia.
De fato, verifica-se que os MITs para reticulados distributivos, e até mesmo para as álgebras de Heyting são equivalentes ao axioma da escolha. Por outro lado, sabe-se que o forte PIT para reticulados distributivos é equivalente ao BPI (isto é, para a MIT e PIT para álgebras booleanas. Por isso, esta afirmação é estritamente mais fraca que o axioma da escolha. Além disso, observe que as álgebras de Heyting não são autoduais e, portanto usar filtros no lugar de ideais produz diferentes teoremas neste cenário. Talvez surpreendentemente o MIT para os duais da álgebra de Heyting não é mais forte que BPI, o que contrasta com o supracitado MIT para álgebras de Heyting.
Finalmente, os teoremas ideais primários também existem para outras (não ordem-teóricas) álgebras abstratas. Por exemplo, o MIT para anéis implica o axioma da escolha. Essa situação requer substituir o termo ordem-teórico “filtro” por outros conceitos – para anéis um “subconjunto fechado multiplicável” é apropriado.

## O Teorema do Ultrafiltro
Um filtro em um conjunto X é uma coleção de subconjuntos não-vazios de X que está fechado numa interseção finita e num subconjunto. Um ultrafiltro é um filtro maximal. O teorema do ultrafiltro afirma que todo filtro em um conjunto X é um subconjunto de algum ultrafiltro em X (um filtro maximal de subconjuntos não-vazios de X).   Esse teorema é comumente usado no estudo da topologia. Um ultrafiltro que não contém conjuntos finitos é chamado não principal, A existência de filtros não-principais se deve a Tarski em 1930.
O teorema do ultrafiltro é equivalente ao teorema do ideal primo booleano, com a equivalência provada na teoria dos conjuntos ZF sem o axioma da escolha. A ideia por trás da prova é que subconjuntos de qualquer conjunto formam uma álgebra booleana parcialmente ordenada por inclusão, e qualquer álgebra booleana é representável como uma álgebra de conjuntos pelo  Teorema da representação de Stone.

## Aplicações
Intuitivamente, o teorema do ideal primo booleano afirma que existem ideais primos “o suficiente” em uma álgebra booleana no sentido de que podemos estender todo ideal para um ideal maximal. Isso é de importância prática para provar o teorema da representação de Stone para álgebras booleanas, um caso especial da dualidade de Stone, na qual equipa-se o conjunto de todos os ideais com determinada tipologia e pode de fato recuperar a álgebra booleana original (até o ponto de isomorfismo) dessa informação. Além disso, nas aplicações pode-se escolher livremente entre trabalhar com ideais primos ou com filtros primos, porque todo ideal determina unicamente um filtro: o conjunto de todos os complementos booleanos de seus elementos. Ambas as abordagens são encontradas na literatura.
Muitos outros teoremas da tipologia geral que são frequentemente ditos basear-se no axioma da escolha são de fato equivalentes à IPB (BPI, em inglês). Por exemplo, o teorema que diz que um produto do compacto Espaço de Hausdorff é compacto é equivalente à IPB. Se deixarmos de fora "Hausdorff" temos um teorema equivalente ao axioma da escolha completo
Uma aplicação não muito conhecida do teorema do ideal primo booleano é a existência de um conjunto não-mensurável  (o exemplo normalmente dado é o conjunto de Vitali, o qual requer o axioma da escolha). Disso e do fato de que o IPB é estritamente mais fraco que o axioma da escolha, presume-se que a existência de conjuntos não-mensuráveis é estritamente mais fraca que o axioma da escolha.
Na álgebra linear, o teorema do ideal primo booleano pode ser usado para provar que quaisquer duas bases de um espaço vetorial dado tem a mesma cardinalidade.

## Veja mais
- Lista de tópicos sobre Álgebra Booleana